# Le Singe et le Chat
Le Singe et le Chat est la dix-septième fable du livre IX de Jean de La Fontaine situé dans le second recueil des Fables de La Fontaine, édité pour la première fois en 1678.

## Texte de la fable
Bertrand avec Raton, l'un Singe et l'autre Chat,

Commensaux d'un logis, avaient un commun Maître.

D'animaux malfaisants c'était un très bon plat ;

Ils n'y craignaient tous deux aucun, quel qu'il pût être.

Trouvait-on quelque chose au logis de gâté,

L'on ne s'en prenait point aux gens du voisinage.

Bertrand dérobait tout ; Raton de son côté

Était moins attentif aux souris qu'au fromage.

Un jour au coin du feu nos deux maîtres fripons

Regardaient rôtir des marrons.

Les escroquer était une très bonne affaire :

Nos galants y voyaient double profit à faire,

Leur bien premièrement, et puis le mal d'autrui.

Bertrand dit à Raton : Frère, il faut aujourd'hui

Que tu fasses un coup de maître.

Tire-moi ces marrons. Si Dieu m'avait fait naître

Propre à tirer marrons du feu,

Certes marrons verraient beau jeu.

Aussitôt fait que dit : Raton avec sa patte,

D'une manière délicate,

Écarte un peu la cendre, et retire les doigts,

Puis les reporte à plusieurs fois ;

Tire un marron, puis deux, et puis trois en escroque.

Et cependant Bertrand les croque.

Une servante vient : adieu mes gens. Raton

N'était pas content, ce dit-on.

Aussi ne le sont pas la plupart de ces Princes

Qui, flattés d'un pareil emploi,

Vont s'échauder en des Provinces

Pour le profit de quelque Roi.
— Jean de La Fontaine, Fables de La Fontaine, Le Singe et le Chat, texte établi par Jean-Pierre Collinet, Fables, contes et nouvelles, Gallimard, « Bibliothèque de la Pléiade », 1991, p. 378